# Michel et la Soucoupe flottante
Michel et la Soucoupe flottante est le douzième roman de la série Michel par Georges Bayard. Ce roman a été édité pour la première fois dans la Bibliothèque verte en 1963 sous le no 230 de la collection. L'épisode suivant est Michel maître à bord.

## Résumé
Prométhée, la superfusée secrète française, va partir ! Le compte à reboursest commencé.
Sur une petite île de la côte méditerranéenne, voisine de la base de lancement, Michel et ses inséparables compagnons, Daniel et Martine, sont témoins involontaires d'étranges manœuvres : que viennent faire ces hommes grenouilles qui débarquent d'une bizarre "soucoupe flottante" ?  Des amis ? Des ennemis ? Michel est résolu à en avoir le cœur net !

## Les personnages
- Michel Thérais, grand, brun (cheveux ondulés), front haut, visage intelligent et souriant, menton un peu carré volontaire, portrait de son père Lucien.
- Martine, amie de Michel.

## Les différentes éditions
- 1963 : Bibliothèque verte, cartonné no 230, texte original. Illustré par Philippe Daure.
- 1997 : Bibliothèque verte, format de poche souple , texte original. Illustré par Philippe Daure.